# Landroofdieren
Landroofdieren (Fissipedia) vormen een informele groep van een aantal roofdierfamilies waarvan de aanwezigheid van poten de kenmerkende eigenschap is. In een aantal taxonomische systemen, die nu in onbruik zijn geraakt, werden de landroofdieren als onderorde van de roofdieren (Carnivora) of een aparte orde beschouwd. Ze waren hiermee de tegenhangers van de zeeroofdieren (Pinnipedia), waartoe de oorrobben, walrussen en zeeleeuwen werden gerekend.
De onderverdeling van roofdieren in land- en zeeroofdieren was voornamelijk gebaseerd op gedeelde primitieve kenmerken, niet op synapomorfieën. Volgens genetische onderzoeken zijn families uit de onderorde Caniformia, waaronder de beren, hondachtigen en marterachtigen, nauwer verwant aan de zeeroofdieren dan aan de andere landroofdieren. De indeling heeft dan ook uitsluitend nog een informeel karakter.
Tot de landroofdieren werden de volgende families gerekend:
- Hondachtigen (Canidae)
- Kleine beren (Procyonidae)
- Kleine panda's (Ailuridae)
- Beren (Ursidae)
- Marterachtigen (Mustelidae)
- Stinkdieren (Mephitidae)
- Katachtigen (Felidae)
- Civetkatten (Viverridae)
- Pardelroller (Nandiniidae)
- Madagaskarcivetkatten (Eupleridae)
- Mangoesten (Herpestidae)
- Hyena's (Hyaenidae)